# Estelle (Louisiane)
Pour les articles homonymes, voir Estelle.
Estelle est une census-designated place de la paroisse de Jefferson, en Louisiane, aux États-Unis,. Elle est située au sud de Marrero. Le parc historique national et réserve Jean Lafitte est adjacent à Estelle.

## Source de la traduction
- (en) Cet article est partiellement ou en totalité issu de l’article de Wikipédia en anglais intitulé « Estelle, Louisiana » (voir la liste des auteurs).